# Halle Tropisme
La Halle Tropisme est un tiers-lieu culturel, ouvert le 29 janvier 2019 par la coopération Illusion & Macadam et la métropole de Montpellier.

## Présentation du lieu
Après la dissolution du 31 janvier 2010 de l'École Militaire Supérieure d'Administration et de Management (EMSAM), les locaux sont inoccupés. Sous l'impulsion de Montpellier Méditerranée Métropole et la coopération Illusion & Macadam qui a levé 1,4 million d'euros de fonds privés, des travaux sont entrepris de 2017 à 2019 pour réaménager les lieux. 
Vincent Cavaroc est le premier directeur du lieu en 2019, il est aussi le directeur artistique actuel de la Gaïté-Lyrique de Paris depuis 2023. Actuellement, la direction est partagée entre Vincent Cavaroc et Jeanne Chevalier qui a travaillé pendant plusieurs années dans l'audiovisuel,,. 
L'objectif est de faire un tiers lieu culturel s'inscrivant dans le cadre de la reconfiguration des quartiers autour du Parc Montcalm de Montpellier. Elle vise à s'inscrire au coeur d'une Cité Créative rassemblant les industries culturelles et créatives avec des entreprises du secteur, un campus avec plusieurs écoles de cinéma et audiovisuel, et d'autres lieux comme un musée.

## Fonctionnement et espaces du lieu
Selon France 3 Occitanie, le lieu développe une économie sociale et solidaire (ESS) : « ils adoptent un mode de gestion démocratique et participative. Le profit individuel est proscrit, les bénéfices réinvestis dans l’entreprise. »
Le lieu est présenté comme un village de 1 000 m2, qui rassemble plus de 200 entrepreneurs et 60 artistes. Avec plus de 600 évènements par an, elle propose une programmation artistique et culturelle très variée. Le Café Tropisme permet aux personnes de se restaurer. En décembre 2021, les Ateliers Tropisme sont ouverts pour cinq ans et permettent l'accueil d'artistes répartis en 34 ateliers individuels ou créatifs,.